# Myrmecobius fasciatus
Il numbat (Myrmecobius fasciatus Waterhouse, 1836), noto anche come formichiere fasciato, formichiere marsupiale o walpurti, è un marsupiale originario dell'Australia Occidentale, la cui dieta consiste quasi esclusivamente di termiti. Un tempo diffuso in tutta l'Australia meridionale, ne rimangono solo piccole colonie, ed è classificato come specie in pericolo. Il numbat è uno degli emblemi dell'Australia Occidentale ed è protetto da vari programmi di conservazione.

## Tassonomia
Il genere Myrmecobius, al quale appartiene il numbat, costituisce da solo la famiglia dei Mirmecobidi (Myrmecobiidae), una delle tre famiglie che formano l'ordine dei Dasiuromorfi, comprendente i marsupiali carnivori australiani.
La specie non è strettamente imparentata con nessuno degli altri marsupiali esistenti; l'inserimento tra i Dasiuromorfi pone la sua famiglia monotipica al fianco delle specie multiformi e carnivore dei Dasiuridi. Taluni studiosi hanno ipotizzato una stretta affinità con l'estinto tilacino, appartenente allo stesso ordine. Studi genetici hanno dimostrato che gli antenati del numbat si separarono dagli altri marsupiali tra i 42 e i 32 milioni di anni fa, nell'Eocene superiore. Anche se è un marsupiale, il numbat ha una convergenza evolutiva con il formichiere gigante; entrambi, infatti, hanno una lingua lunga ed appiccicosa per nutrirsi di insetti.
Vengono riconosciute due sottospecie, ma una di esse, il numbat rosso (M. f. rufus Wood Jones, 1923), è scomparsa almeno dagli anni '60 e sopravvive unicamente la sottospecie nominale (M. f. fasciatus Waterhouse, 1836). Come indica il nome, il numbat rosso aveva un manto più rossastro dell'altra sottospecie. Sono noti solamente pochissimi resti fossili di numbat, il più antico dei quali risalente al Pleistocene, e nessuno di questi appartiene ad altre specie della stessa famiglia.

## Descrizione
Il numbat è una piccola creatura variopinta, lunga 35–45 cm, coda compresa, con un muso sottile e appuntito e una grossa coda cespugliosa all'incirca della stessa lunghezza del corpo. La colorazione varia considerevolmente, dal grigio chiaro al bruno-rossastro, spesso con un'area color rosso mattone sulla parte superiore del dorso, e sono sempre presenti due evidenti strisce nere che dalla punta del muso, passando attraverso gli occhi, giungono fino alla base delle orecchie, piccole e dalla punta arrotondata. Da quattro a undici strisce bianche attraversano i quarti posteriori, divenendo generalmente più sbiadite verso la regione mediana del dorso. La regione ventrale è color crema o grigio chiaro, mentre la coda è ricoperta da lunghi peli grigi brizzolati di bianco. Il peso è di circa 280-700g.
Diversamente dalla maggior parte degli altri marsupiali, il numbat è un animale diurno, a causa soprattutto del fatto di essersi indirizzato verso una dieta specializzata senza aver sviluppato adeguati equipaggiamenti anatomici. Quasi tutti gli ecosistemi in cui è presente un gran numero di termiti ospitano una creatura piuttosto grossa munita di lingua molto lunga, sottile e appiccicosa per penetrare all'interno delle colonie di termiti, e di potenti arti anteriori dotati di robusti artigli. Il numbat ha cinque dita sui piedi anteriori, e quattro su quelli posteriori. Come altri mammiferi che si nutrono di termiti o formiche, ha mascelle molto deboli con al massimo 50 denti rudimentali molto piccoli e, sebbene sia in grado di masticare, lo fa solo molto raramente, data la consistenza morbida della sua dieta. Tra tutti i mammiferi terricoli, il numbat è l'unico ad avere un dente posteriore addizionale posto tra premolari e molari; non è chiaro, tuttavia, se esso sia un molare extra o un dente deciduo conservato in età adulta. Di conseguenza, sebbene non tutti gli esemplari abbiano la stessa formula dentaria, si può affermare in generale che essa segua questa partizione unica:
| 4.1.3.1.4 |
| 3.1.4.1.4 |

Come molti animali mirmecofagi, il numbat ha lingua molto lunga e sottile, foderata di saliva appiccicosa prodotta da grandi ghiandole sottomandibolari. Un ulteriore adattamento alla dieta è la presenza di numerose creste lungo il palato molle, che apparentemente servono a grattare via le termiti dalla lingua in modo da poter essere inghiottite. L'apparato digerente è relativamente semplice, e manca di molti degli adattamenti presenti in altri animali entomofagi, probabilmente per il fatto che le termiti sono più facili da digerire delle formiche, avendo un esoscheletro più morbido. Apparentemente i numbat sono in grado di ricavare una considerevole quantità di liquidi dalla loro dieta, dal momento che i loro reni sono privi delle particolari specializzazioni per la ritenzione idrica presenti in altri animali che vivono nel loro ambiente arido. I numbat possiedono inoltre una ghiandola odorifera sullo sterno, che potrebbe essere utilizzata per marcare il territorio.
Sebbene il numbat trovi i termitai prevalentemente grazie all'olfatto, è dotato della vista più acuta di qualsiasi marsupiale, e, cosa strana per questo gruppo di animali, ha una grande quantità di coni nella retina. È probabile che questa caratteristica sia un adattamento alla vita diurna, e la vista sembra essere il senso principale utilizzato per individuare potenziali predatori. I numbat entrano regolarmente in uno stato di letargia, che, durante i mesi invernali, può protrarsi anche per quindici ore al giorno.

## Distribuzione e habitat
I numbat in passato erano diffusi in tutta l'Australia meridionale, dall'Australia Occidentale fino al Nuovo Galles del Sud nord-occidentale. Tuttavia, il loro areale è diminuito drasticamente in seguito all'arrivo degli europei, e la specie è riuscita a sopravvivere solamente in due piccole aree, la foresta di Dryandra e la riserva naturale di Perup, entrambe in Australia Occidentale: è stata comunque reintrodotta con successo in alcune riserve recintate, sia in Australia Meridionale (santuario di Yookamurra) che in Nuovo Galles del Sud (santuario di Scotia).
I numbat si incontrano solamente nelle foreste di eucalipto ma una volta occupavano altri tipi di habitat forestali aridi, praterie di Spinifex e addirittura terreni dominati da dune sabbiose.

## Biologia

### Alimentazione
I numbat sono insettivori e la loro dieta è costituita quasi esclusivamente da termiti. Un esemplare adulto necessita anche di 20.000 termiti al giorno. Unico marsupiale attivo nelle ore diurne, il numbat trascorre gran parte del suo tempo alla ricerca di questi insetti. Li porta allo scoperto dove il suolo è poco compatto grazie agli artigli anteriori e li cattura con la lunga lingua appiccicosa. Nonostante venga chiamato anche formichiere fasciato, in apparenza sembra non mangiare mai intenzionalmente formiche; sebbene resti di formiche vengano ogni tanto ritrovati tra le sue feci, si tratta di specie a loro volta predatrici di termiti, così è probabile che esse vengano ingerite accidentalmente, assieme al loro cibo principale. Tra i predatori del numbat ricordiamo pitoni tappeto, volpi rosse introdotte dall'uomo, e varie specie di falchi, sparvieri e aquile.

### Comportamento

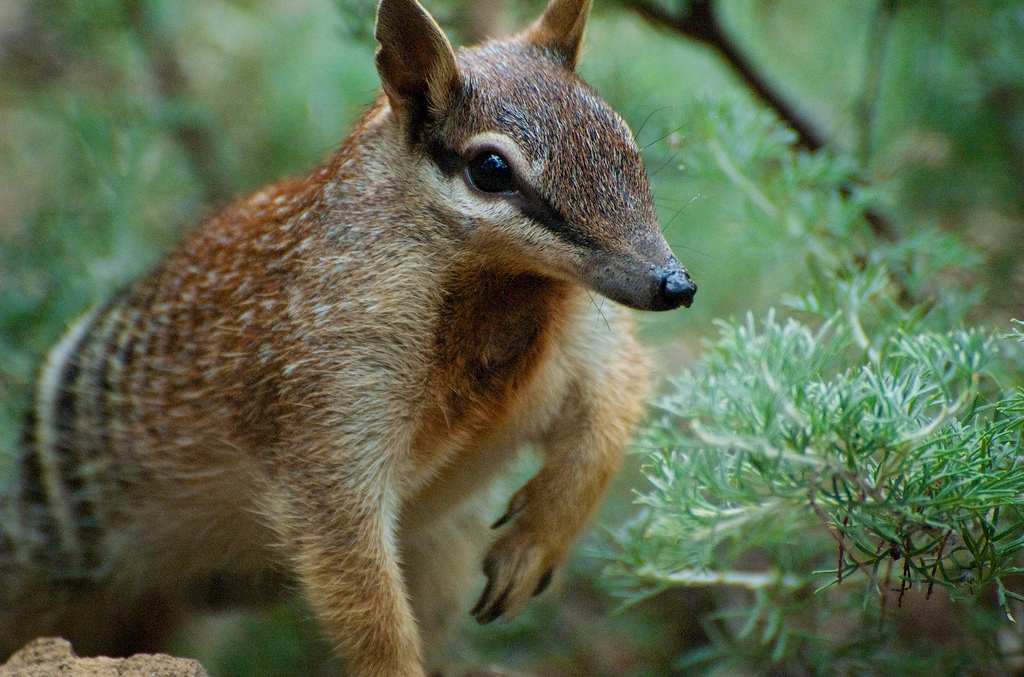
Un esemplare adulto allo zoo di Perth.

I numbat adulti sono solitari e territoriali; ciascun esemplare, maschio o femmina, si stabilisce già in giovane età in un territorio che può raggiungere gli 1,5 km², e lo difende dalle intrusioni di individui dello stesso sesso. Gli animali rimangono generalmente entro i confini del proprio territorio; i territori di maschi e femmine si sovrappongono, e durante la stagione riproduttiva i maschi si avventurano al di fuori del loro territorio alla ricerca di femmine con cui accoppiarsi.
Sebbene in rapporto alle sue dimensioni il numbat abbia artigli relativamente potenti, non è in grado di aprire brecce nei termitai, duri come calcestruzzo, così deve attendere i periodi in cui le termiti sono attive. Utilizza l'olfatto ben sviluppato per localizzare le gallerie sotterranee superficiali, non fortificate, che le termiti costruiscono tra il nido e i loro siti di foraggiamento; generalmente esse sono situate a breve distanza dal suolo e per questo risultano vulnerabili agli artigli del numbat.
Il numbat sincronizza la sua giornata con l'attività delle termiti, che varia a seconda della temperatura: in inverno, si nutre tra metà mattina e metà pomeriggio; in estate, si sveglia di primo mattino per andare in cerca di cibo, rimane nascosto nelle ore più calde del giorno, e si nutre nuovamente nel tardo pomeriggio.
Di notte, il numbat si ritira nel proprio nido, che può essere situato nella cavità di un tronco caduto o di un albero, o in una tana nel terreno, generalmente una stretta galleria di 1–2 m di lunghezza terminante in una camera circolare foderata con materiale vegetale morbido: erba, foglie, fiori e pezzi di corteccia. Il numbat è in grado di bloccare l'ingresso del nido con la parte posteriore del corpo, ricoperta da uno spesso strato di pelle, per impedire l'accesso ai predatori. I numbat emettono solo pochi vocalizzi, ma quando si sentono disturbati sibilano, ringhiano o lanciano una serie di tut.

### Riproduzione
I numbat si riproducono a febbraio e marzo, partorendo generalmente un'unica cucciolata all'anno, sebbene possano dare alla luce un'altra nidiata se la prima va perduta. Dopo una gestazione di 15 giorni vengono partoriti quattro piccoli. Diversamente dalla maggior parte dei marsupiali, le femmine di numbat non sono dotate di marsupio: la zona attorno ai quattro capezzoli è circondata di peli ispidi di colore dorato, ai quali si aggrappano i piccoli durante l'allattamento, e protetta da pieghe di pelle estese tra l'addome e le cosce.
Dopo la nascita i piccoli, che misurano 2 cm di lunghezza, raggiungono i capezzoli, ai quali rimangono aggrappati fino alla fine di luglio o ai primi di agosto, quando misurano 7,5 cm. Iniziano a ricoprirsi di pelo non appena raggiunta una lunghezza di 3 cm, mentre la colorazione tipica degli adulti compare quando sono lunghi 5,5 cm. Dopo lo svezzamento, i piccoli rimangono da soli nel nido, o trasportati qua e là sul dorso della madre, e sono del tutto indipendenti a partire da novembre. Le femmine sono già in grado di procreare l'estate seguente, ma i maschi devono aspettare un altro anno per raggiungere la maturità sessuale.

## Conservazione

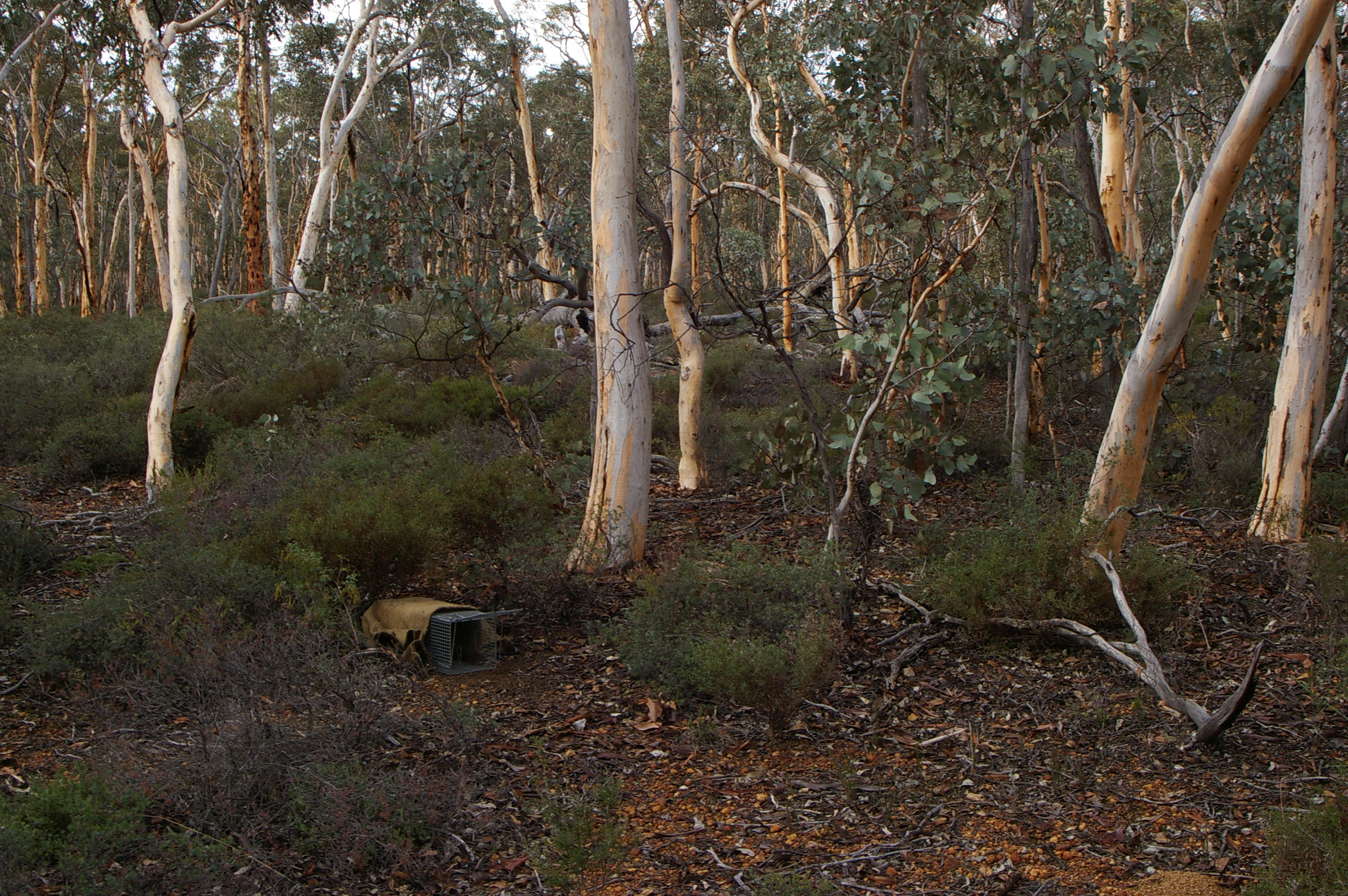
Trappola per monitorare la popolazione selvatica della foresta di Dryandra.

Prima della colonizzazione europea, il numbat era presente da Nuovo Galles del Sud e Victoria fino all'Oceano Indiano, mentre a nord si spingeva fino all'estremità sud-occidentale del Territorio del Nord. Era di casa in una vasta gamma di ambienti forestali e semiaridi. L'introduzione volontaria di volpi rosse europee nel XIX secolo, tuttavia, ha cancellato l'intera popolazione di numbat di Victoria, Nuovo Galles del Sud, Australia Meridionale e Territorio del Nord, nonché quasi tutti gli esemplari dell'Australia Occidentale. A partire dalla fine degli anni '70, l'intera popolazione, meno di 1000 individui, è concentrata in due piccole aree non distanti dalle città di Perth, Dryandra e Perup.
Fin dalla sua scoperta il numbat è stato considerato un animale curioso; il suo aspetto grazioso ne ha fatto l'emblema dell'Australia Occidentale e vari progetti di conservazione sono in atto per cercare di proteggerlo dall'estinzione.
Le due piccole popolazioni nell'Australia Occidentale sono riuscite a sopravvivere poiché abitano in aree dove vi sono molti tronchi caduti che forniscono riparo dai predatori. Avendo abitudini diurne, i numbat sono più vulnerabili agli attacchi dei predatori della maggior parte degli altri marsupiali di dimensioni simili: tra i suoi predatori naturali figurano l'aquilastore minuto, l'astore bruno, lo sparviere dal collare ed il pitone tappeto. Quando il governo dell'Australia Occidentale ha istituito un progetto sperimentale di abbattimento delle volpi a Dryandra (uno dei due siti dove la specie sopravvive), il numero di avvistamenti è salito di 40 volte.
A partire dal 1980 è in corso un intenso programma di ricerca e conservazione per cercare di aumentare il numero di esemplari esistenti in natura e la loro reintroduzione in aree libere dalle volpi. Lo Zoo di Perth in particolare è strettamente coinvolto in un progetto che comporta la riproduzione in cattività e la liberazione di esemplari in natura. Nonostante i primi successi, il numbat rimane una specie a serio rischio di estinzione ed è classificato tra le specie in pericolo.

## Scoperta

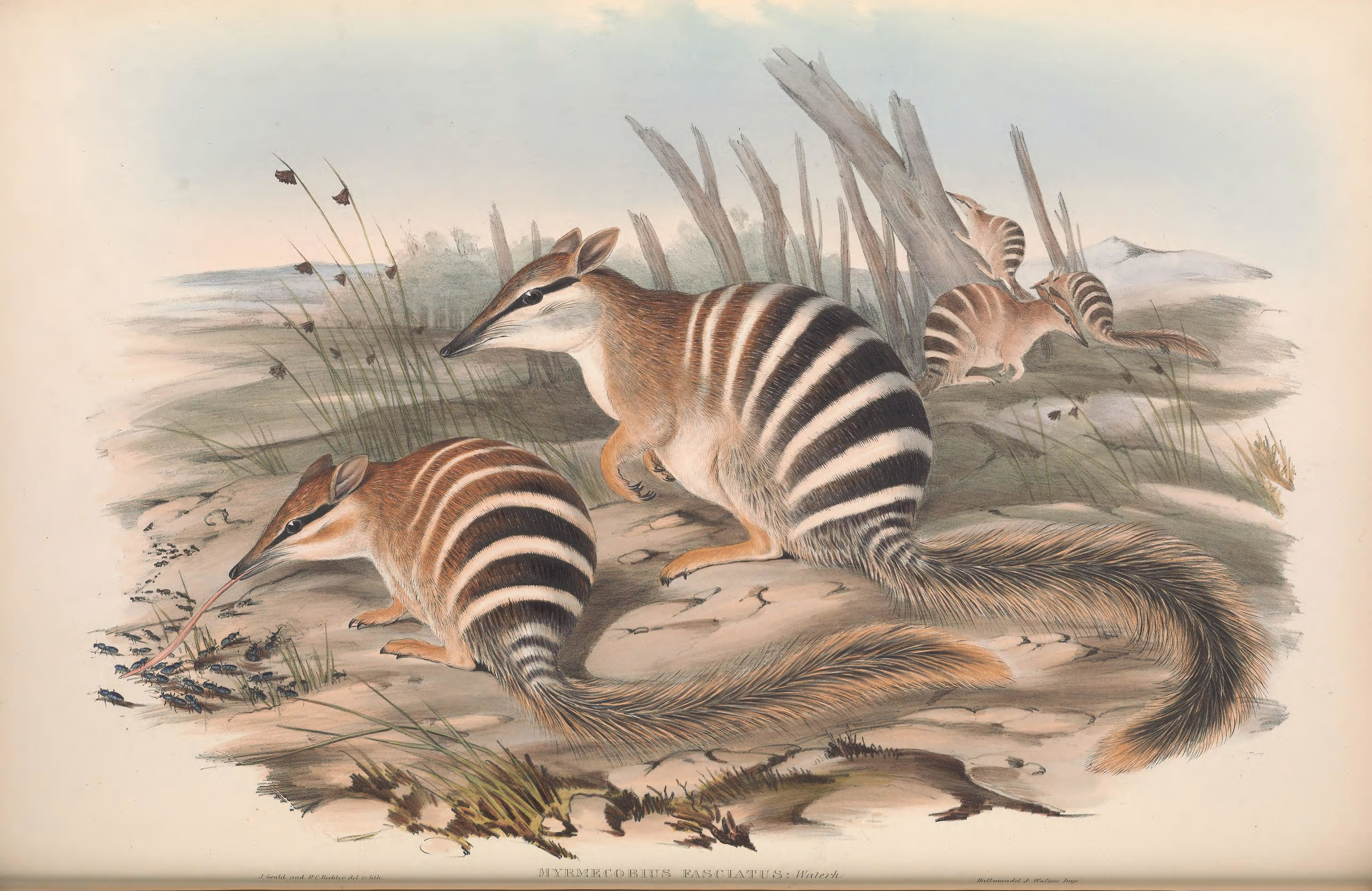
Tavola di H. C. Richter (1845).

Il numbat è noto agli europei dal 1831. Venne scoperto durante l'esplorazione della valle del fiume Avon guidata da Robert Dale. George Fletcher Moore, membro della spedizione, racconta così la scoperta:
Il giorno successivo disse: 
La prima descrizione scientifica dell'animale venne pubblicata da George Robert Waterhouse, che battezzò la specie nel 1836 e la classificò in una famiglia a parte nel 1841. Myrmecobius fasciatus è una delle specie descritte da John Gould nella prima parte della sua opera The Mammals of Australia, pubblicata nel 1845, con una tavola a colori di H. C. Richter.

## Simbologia
Dal 25 luglio 1973, il numbat è il mammifero emblema dello Stato dell'Australia Occidentale.

## Nella cultura di massa
- La versione 2024.04 del sistema operativo Ubuntu utilizza come codename Noble Numbat.[14]